# 山东省乡级以上行政区列表
中华人民共和国山东省乡级以上行政区包括中华人民共和国山东省的地级行政区、县级行政区和乡级行政区。截至2019年，山东省共有16个地级行政区，这16个地级行政区均为地级市；137个县级行政区，其中包括56个市辖区、26个县级市、55个县。
截至2022年12月31日，山东省辖济南（省会）、青岛两个副省级市及14个地级市。全省设有136个县级行政区，包括58个市辖区、26个县级市、52个县；1825个乡级行政区，包括1072镇，57乡，696街道。以下为山东省乡级以上行政区列表：